# ヤン・ホラーク
ヤン・ホラーク（Jan Horák、1943年 - 2009年1月18日）は、チェコスロバキア出身のピアニスト。1971年に来日し、武蔵野音楽大学において教授を務めていた。多くの門下生を輩出し、日本全国に広がっている。
2009年1月18日、自宅にて65歳で脳腫瘍により亡くなった。